# Team Tvilling
Team Tvilling er et dansk projekt og forening, hvis formål er at sammensætte almindelige motionister med folk, der ikke selv kan løbe. Team Tvilling blev grundlagt i 2014 af tvillingerne Steen og Peder Mondrup. 
Peder er spastisk lammet, har døgnhjælp og siddet i kørestol hele sit liv. Steen er ivrig sportsudøver med fuld førlighed. Sammen gennemførte de som de første og eneste tvillinger i verden, KMD Ironman i København 2014. Den præstation blev belønnet af FIFA med ”Etics in sport Award 2014” i kategorien "Outstanding Teamwork".
I januar 2016 modtog brødrene Kulturministerens Handicapidrætspris.

## Udmærkelser
- FIFA Etics in sport Award (2014)
- Kulturministerens Handicapidrætspris (2015)[1]